# Galkleurstof
Galkleurstoffen ontstaan bij de afbraak van dode rode bloedcellen in de lever, die via de galgangen worden afgevoerd naar de galblaas. Galkleurstoffen geven ontlasting een geelbruine 'roest'kleur. 

## Vorming
Galkleurstoffen zijn afbraakproducten van het hemoglobine. Hemoglobine bestaat uit heem. Bij afbraak van erytrocyten wordt heem omgezet in biliverdine. Biliverdine heeft een groene kleur. Biliverdine wordt op zijn beurt omgezet tot ongeconjugeerde bilirubine, dit heeft een gele kleur. In de lever kan het hydrofobe ongeconjugeerde bilirubine omgezet worden in hydrofiele geconjugeerde bilirubine. De kleur van geconjugeerde bilirubine is ook geel. De geconjugeerde bilirubine wordt samen met gal uitgescheiden.

## Pathogenese
Wanneer het niet mogelijk is om de gal uiteindelijk af te voeren naar de twaalfvingerige darm, bijvoorbeeld bij een afsluiting van de galgangen naar de darm door ingeklemde spoelwormen, galstenen, of door de aanwezigheid van een tumor in de alvleesklier, zal er langzamerhand overvulling van de galgangen en galblaas ontstaan. In dat geval ontstaat er een overloop naar de bloedbaan. De galkleurstoffen worden dan afgezet in tal van vethoudende weefsels, zoals de vetweefsels zelf, maar ook in de vetlagen van de huid en slijmvliezen, die daardoor geel worden. Dit heet geelzucht of icterus.